# Sallneck
Sallneck ist seit dem 1. Januar 2009 ein Ortsteil der Gemeinde Kleines Wiesental im Landkreis Lörrach in Baden-Württemberg.

## Geografie

### Lage
Sallneck liegt auf 600 bis 900 Meter Höhe im Naturpark Südschwarzwald oberhalb des Tals der Köhlgartenwiese. Etwa die Hälfte der Gemarkung ist von Wald bedeckt. Die Kreisstraße 6309 verbindet Sallneck von Osten her mit Tegernau, nach Süden mit dem zur Gemeinde Steinen gehörenden Wohnplatz Lehnacker.

### Gliederung
Auf der Gemarkung Sallneck liegen die Dörfer Sallneck und Ebigen.

## Geschichte

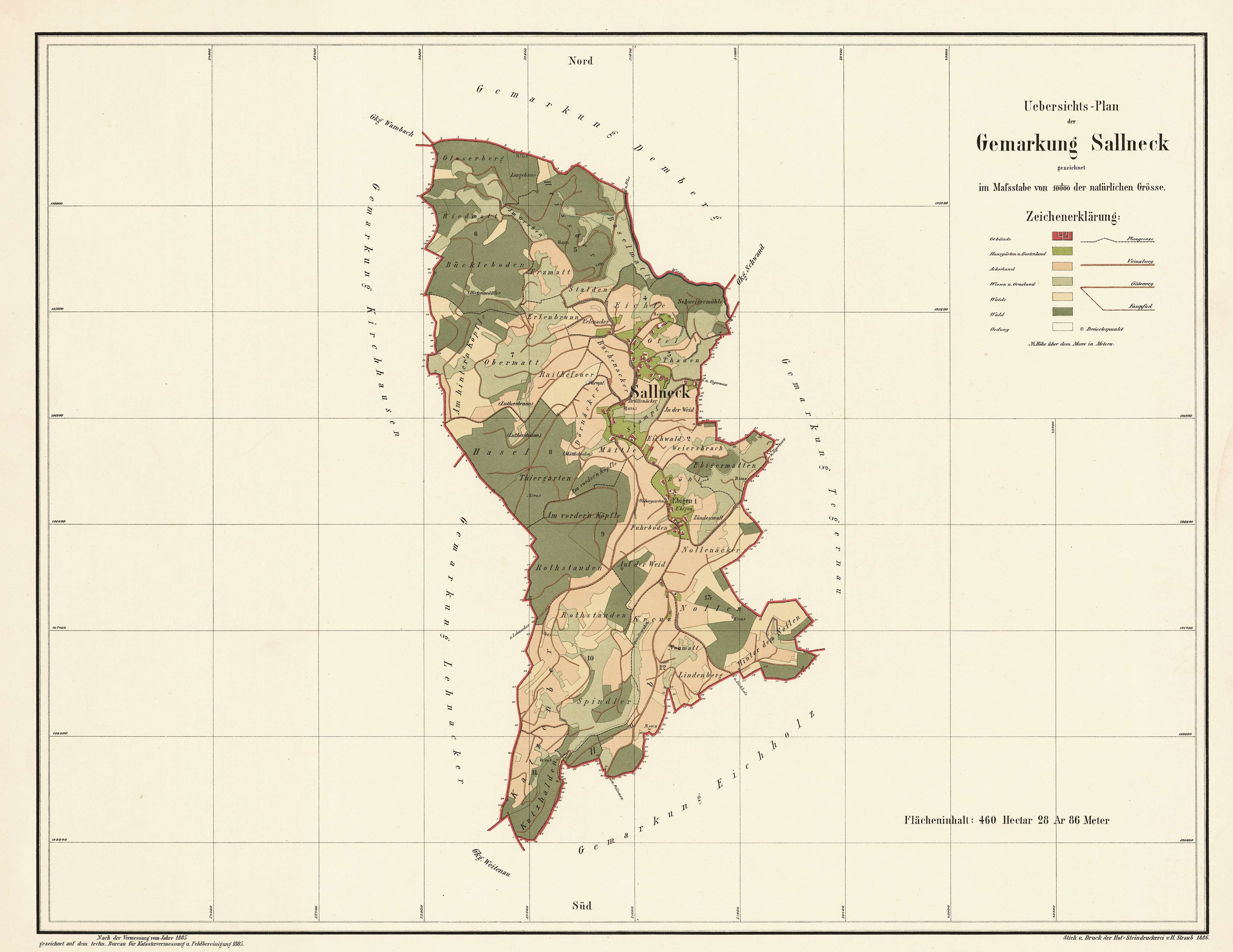
Gemarkungsplan von Sallneck (1886)

Die erste bekannte urkundliche Erwähnung des Ortes Salnegge datiert von 1344, wobei aber eine ältere Besiedelung um 1100 angenommen wird. Der Ort gehörte zur Herrschaft Weitenau der Freiherren von Wart. Diese traten ihre Ansprüche an das Kloster St. Blasien ab, das das Priorat Weitenau gründete. Das Kloster St. Blasien war 1344 der dominierende Grundbesitzer im Ort, wobei angenommen wird, dass es die Verwaltung seinem Priorat Weitenau übertragen hat.
Die Vogtei über die Propsteien Bürgeln, Sitzenkirch und Weitenau des Klosters St. Blasien kam im 14. Jahrhundert an die Markgrafen von Hachberg-Sausenberg und nach dem Ende dieser Linie 1503 an die Markgrafen von Baden. Nach der Erbteilung im Haus Baden 1535 gehörte Sallneck zur Markgrafschaft Baden-Durlach, deren weiters Schicksal Sallneck teilte. Damit war auch die Reformation 1556 verbunden. Sallneck gehörte in der Markgrafschaft zur Vogtei Weitenau. Im Großherzogtum Baden wurde Sallneck 1809 dem Bezirksamt Schopfheim zugeordnet. Bei Auflösung dieses Bezirksamtes (wirksam per 1. April 1938) kamen dessen Gemeinden zum Bezirksamt Lörrach, das dann 1939 zum Landkreis Lörrach wurde.
Die Sallnecker lebten von der Landwirtschaft und hier besonders von der Viehhaltung, da die Böden nicht besonders fruchtbar waren. Später kam die Forstwirtschaft und Holzverarbeitung hinzu. Am Heißberg gab es immer wieder Versuche einen lohnenden Erzbergbau zu betreiben, was dann 1814 definitiv aufgegeben wurde.

## Politik
Von den früher insgesamt 10 Gemeinden im Gebiet der Kleinen Wiese ließen sich 1972 Langenau und 1974 Enkenstein in die Stadt Schopfheim eingemeinden. Die acht anderen Gemeinden erhielten sich in der Gemeindereform durch Bildung des Gemeindeverwaltungsverbandes Kleines Wiesental mit Sitz in Tegernau zunächst die Selbständigkeit. 
Die Auflösung dieses Gemeindeverwaltungsverbandes und der Zusammenschluss zur neuen Gemeinde Kleines Wiesental 2009 war nur dem finanziellen Druck geschuldet. Ein Gemeinderat fasste die Stimmung in den Worten zusammen: „Von Freiwilligkeit kann keine Rede sein, dieser Zusammenschluss ist diktiert worden.“
Der heutige Ortsteil Sallneck der Gemeinde Kleines Wiesental hat einen Ortsvorsteher und einen Ortschaftsrat mit vier weiteren Mitgliedern. Im Gemeinderat ist Sallneck mit einem Mitglied vertreten.

## Wappen
Blasonierung: „In gespaltenem Schild vorn das badische Wappen, hinten in Blau eine gestürzte goldene Pflugschar, überhöht von einem silbernen Hufeisen.“
Während die badischen Farben für die lange markgräfliche Landeshoheit stehen, verweisen Pflugschar und Hufeisen auf die landwirtschaftlichen Erwerbsgrundlagen der Ortschaft. Das Dorf führt das Wappen seit 1904.

## Wirtschaft und Infrastruktur

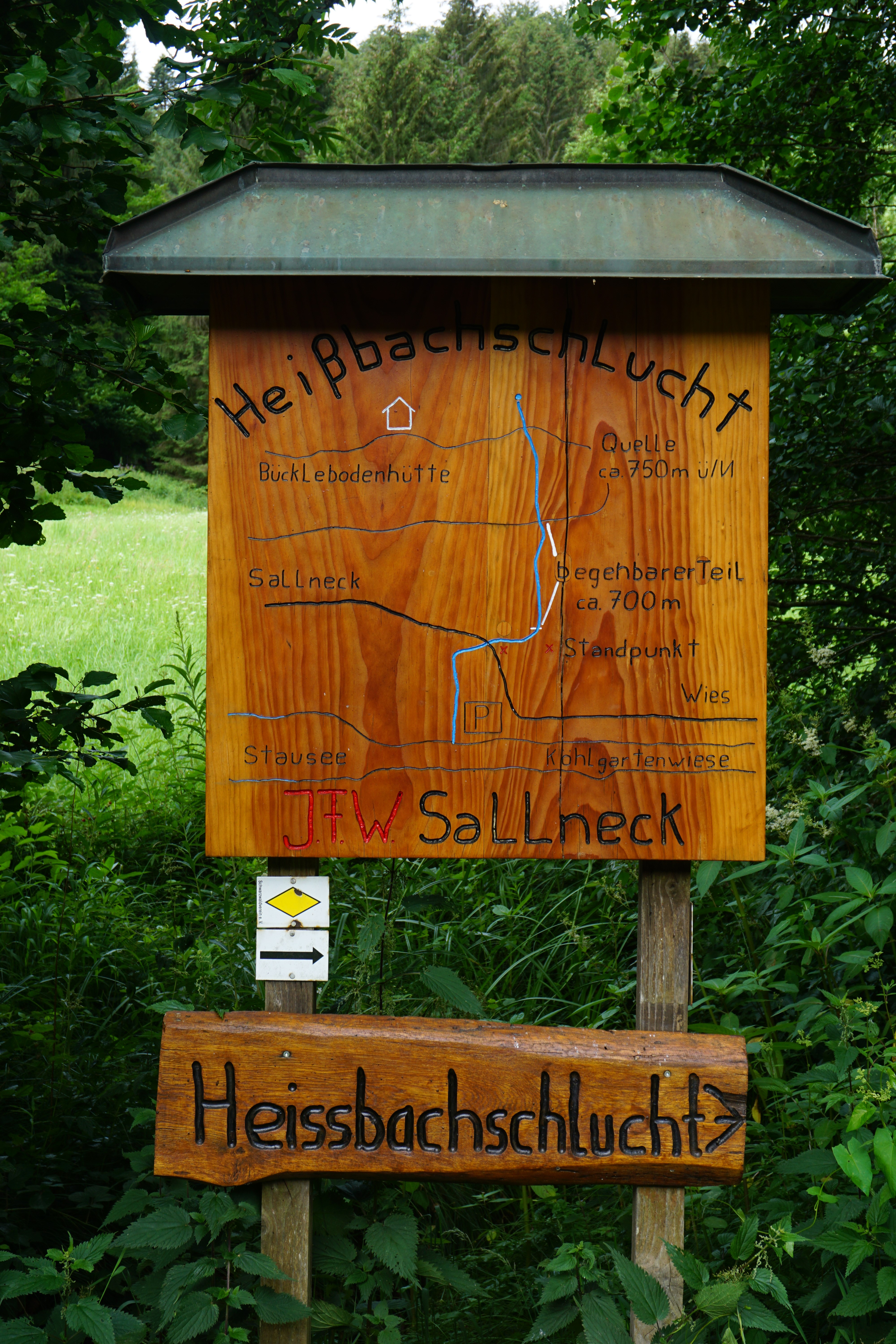
Informationstafel zur Heißbachschlucht

Im Ort gibt es einige Handwerksbetriebe. 
Am nördlichen Ende des Dorfes liegt der Gasthof „Hirschen“ Zudem wurden auf einigen Bauernhöfen Gästezimmer und Wohnungen eingerichtet. Mit dem Rundweg durch die Heißbachschlucht wurde eine interessante Wanderroute geschaffen.